# Jeanie Bogart
 (août 2025).
 (août 2025).
Jeanie Bogart (née en 1965 aux Cayes, Haïti) est une poétesse, romancière et éditrice haïtienne. Elle fait partie de la génération d’écrivaines haïtiennes qui se sont affirmées à partir des années 1990, publiant à la fois en Haïti et dans la diaspora.

## Biographie
Jeanie Bogart naît Aux Cayes en 1965. Après des études secondaires et universitaires, elle se tourne vers l’écriture et la poésie. Elle vit une partie de sa carrière entre Haïti et les États-Unis.
Jeanie a commencé à écrire des poèmes à quatorze ans. En 2006, elle a remporté le premier prix Kalbas Lò Lakarayib. avec son poème À la foli, lors d’un concours de poésie rassemblant des poètes créoles des Amériques, d’Afrique et de l’Océan Indien.
En 2007, elle a participé à Plaisir des Mots – Florilège à Bordeaux, une anthologie rassemblant des auteurs de la Francophonie, ainsi qu’à Word Play, une activité littéraire soutenue par le New York State Council on the Arts.
En 2007, elle a présenté Haiti Through Its Poets à la Ferguson Library (Connecticut). Elle est également éditrice de deux magazines aux États-Unis et prépare la publication de son livre Un jour, tes pantoufles, annoncé pour septembre 2007 à Montréal par la Société Paroles.

## Carrière littéraire
Bogart publie plusieurs recueils de poésie et des récits, dans lesquels elle aborde des thèmes comme la mémoire, l’exil, l’amour, la résistance et la quête identitaire.
Elle est également active comme éditrice et animatrice culturelle, notamment dans la promotion de la littérature haïtienne contemporaine.
Participation à des anthologies collectives de poésie et de littérature haïtienne contemporaine.
L’association Eritaj Kilti Kreyol a désigné la poétesse Jeanie Bogart comme invitée d’honneur de la quatrième édition de son concours de poésie Datapowetik, organisée du 28 octobre au 9 décembre 2023. Femme de culture au parcours inspirant, elle se distingue par une discrétion assumée, fidèle à la pensée de Philippe Jaccottet :  L’effacement soit ma façon de resplendir.

## Œuvres
- Éclats de vie (recueil de poésie, 1998)
- Chantefables (2002)
- Confidences de nuit (2005)
- Ombres et lueurs (2008)
- La chanson oubliée
- Distance - Distans
- kado Nwèl
- Le Temps du silence
- sa m pral kite dèyè. Babylon

## Textes publiés
- A la foli, Le temps du silence  et  Un jour… Tes pantoufles. La Poésie Haïtienne Contemporaine. Bruxelles: La Maison de la Poésie, 2007.
- Mon meurtre. Plaisir de la poésie, plaisir des mots. Bordeaux: Les Dossiers d’Aquitaine, 2007: 51.
- L’âme vagabonde,  Pour nous et  Lorsque le froid mord (poèmes). Passerelle (Montréal) 1.4 (2008): 22-25.
- Lorsque le froid mord. Poésie du Monde, Monde de la Poésie. Bordeaux: Les Dossiers d’Aquitaine, 2008: 75.
- « La morsure des mots ». Sœurs, revue de poésie 1 (automne 2020).
- « Maxo » (prose). Une soirée haïtienne, sous la direction de Thomas C. Spear. Montréal: CIDIHCA, 2020: 165-169.

## Discographie
- Lettres d’automne / Tanlapli. Montréal: Paroles, 2007. Textes de Franz Benjamin, avec les voix de Franz Benjamin, Jeanie Bogart et Emeline Michel, avec Oswald Durand Jr. (guitare et flûte) et Jean-Claude Julien (clavier et percussions). Disque compact.
- Dènye Rèl, disque de poésie (CD), New York: Encre de Chine, 2007. Textes de Jeanie Bogart, avec les voix de Jeanie Bogart, André Fouad, John Steve Brunache et BIC, avec Marc Mathelier (guitare). Disque compact.
- Chimen Souvni’m. Miami: Je Dis Culture/ Gold Choice Production, 2008. Textes de André Fouad, avec les voix de André Fouad, Jeanie Bogart, Tanisha Pluviose Ade et Erol Josué, avec Dadou Pasquet(guitare). Disque compact.

## Thèmes et style
La poésie de Jeanie Bogart est marquée par un langage imagé et lyrique. Ses textes explorent à la fois l’intime et le collectif, mêlant mémoire individuelle et mémoire historique d’Haïti.

## Héritage
Jeanie Bogart est considérée comme une voix importante de la littérature féminine haïtienne de la diaspora. Ses écrits figurent dans plusieurs anthologies consacrées à la poésie francophone.